# Medak
Medak è una suddivisione dell'India, classificata come municipality, di 41.916 abitanti, situata nel distretto di Medak, nello stato federato del Telangana. In base al numero di abitanti la città rientra nella classe III (da 20.000 a 49.999 persone).

## Geografia fisica
La città è situata a 18° 1' 60 N e 78° 16' 0 E e ha un'altitudine di 441 m s.l.m..

## Società

### Evoluzione demografica
Al censimento del 2001 la popolazione di Medak assommava a 41.916 persone, delle quali 20.842 maschi e 21.074 femmine. I bambini di età inferiore o uguale ai sei anni assommavano a 5.397, dei quali 2.740 maschi e 2.657 femmine. Infine, coloro che erano in grado di saper almeno leggere e scrivere erano 27.642, dei quali 15.527 maschi e 12.115 femmine.